# Мацуко (Бјела)
Мацуко је насеље у Италији у округу Бијела, региону Пијемонт.
Према процени из 2011. у насељу је живело 62 становника. Насеље се налази на надморској висини од 613 м.